# Csaplár Ignác
Csaplár Ignác (Bezdán, 1822. augusztus 1. – Felsőnyék, 1900. június 29.) katolikus pap, százados az 1848-49. évi szabadságharcban.

## Életpályája

### Ifjúsága
Csaplár Antal szabómester és Nagy Juliánna fia. Teológiát végzett. Tanár volt a sátoraljaújhelyi, majd a besztercei piarista gimnáziumban.

### A szabadságharcban
1848 szeptemberében Pesten beállt a honvéd tüzérséghez. Tűzmester, 1849. március 18 (16.) - hadnagy, ápr. (16.) - főhadnagy az 1. tizenkét-fontos ütegnél az I. hadtestben. Június közepén Vágsellyénél megsebesült, ütege pedig fogságba esett. Később az említett hadtest tüzérségi tartalékának parancsnoka, végül százados volt. Augusztus 2-án Debrecennél és augusztus 11-én Vingánál ismét sebet kapott. Összesen 28 csatában vett részt.

### A szabadságharc után
1849 novemberétől a pécsi papi szeminárium hallgatója, 1856-tól - haláláig - 1900-ig teljesített plébánosi szolgálatot Felsőnyéken. Sírja a község római katolikus temploma előtti téren található.
1867-ben és 1890-ben a Tolna megyei Honvédegylet tagja volt.

## Emlékezete
- Nevét viseli a 603. sz Csaplár Ignác Cserkészcsapat.[3]